# Polymnia (Schiff)
Die Polymnia war das erste in Deutschland gebaute Viermastvollschiff. Benannt wurde das Schiff nach einer der neun Musen, der „Polymnia“, auch „Polyhymnia“.

## Geschichte
Das Schiff lief am 16. Januar 1886 bei Blohm & Voß in Hamburg als Baunummer 43 vom Stapel und wurde am 10. März 1886 an die Reederei B. Wencke Söhne abgeliefert. Die Industrialisierung hatte zu grundlegenden Veränderungen im Schiffbau geführt, indem nunmehr die Verwendung von Eisen und entsprechend genieteten Masten die Segelschifffahrt im Vergleich mit der Dampfschifffahrt vorerst konkurrenzfähig hielt.
1906 wurde sie an die Rhederei AG von 1896, Hamburg verkauft und stand zuletzt unter dem Kommando von Kapitän O.A. Schellhass.

## Das Schiff
Die Polymnia war 88,57 m (290’7″) lang, 13,10 m (42’7″) breit und hatte einen Tiefgang von 7,24 m (23’9″). Der Großsegler war mit 2129 BRT vermessen. Das Schiff machte schnelle Reisen unter den Kapitänen V. Diedrichsen, G. Schmidt, M. Ipland, A. Molzen und Albert Schellhaß nach Nord- und Südamerika sowie Australien. Aus Ersparnisgründen wurde 1896 der Kreuzmast, der stets letzte Mast eines Vollschiffes, durch einen Besanmast mit dem Besansegel ersetzt und das Schiff damit zur Viermastbark.
Um die Be- und Entladetätigkeit zu vereinfachen und der Mannschaft die Arbeit beim Segeln zu erleichtern, setzte die Reederei 1897 erstmals auf der Polymnia eine 6 PS-Petroleum-Schiffswinde, einen GNOM-Motor der Motorenfabrik Oberursel, ein.
Am 10. März 1907 strandete die Polymnia auf Bayly Island bei Kap Hoorn und konnte nicht mehr geborgen werden. Die Besatzung wurde durch den argentinischen Fischkutter Garibaldi gerettet und zunächst nach Ushuaia gebracht. Später erreichte die Mannschaft an Bord des Dampfers Oreste Punta Arenas.

Takelunterschied Viermastvollschiff und Viermastbark
Viermastvollschiff
Viermastbark